# BT-2
BT-2 je zkratka označující druhou (respektive první) sériově vyráběnou řadu sovětských lehkých tanků BT. Tank vycházel z typu M1930 amerického konstruktéra Johna Waltera Christieho. Zajímavostí u tohoto tanku je, že mohl jezdit i bez pásů. Verze, v níž byl kanón nahrazen dvojkulometem, je označována BT-1, nebo je považována za podvariantu BT-2. 
Trup tanku BT-2 byl snýtován z rovných ocelových plechů. Provedení přední části korby mělo řidiči usnadnit výhled do terénu. Bočnice vany byly dvoustěnné, vnější stěna byla tvořena pancířem, vnitřní byla tvořena pouze měkkou netvrzenou ocelí.
Na korbě byla umístěna věž, jejíž stěny měly tloušťku 13 mm, stejně tlusté plechy byly použity k výrobě přední i zadní části trupu, boky byly silné 10 mm, tloušťka dna byla jen 6 mm.
Za věží byl motorový prostor, kde se nacházela pohonná jednotka, startér, rychlostní skříň a další části pohonného systému. Motor byl benzínový, typu Mikulin M-5, jenž byl částečnou kopií leteckého motoru Liberty 12 s prvky motorů americké firmy Packard. Jednalo se o čtyřtaktní dvanáctiválec. Při 1650 otáčkách za minutu dával motor výkon 400 koňských sil. Zásoba paliva pro motor činila 350 l benzínu v bočních nádržích.
Konstrukce podvozku byla kolopásová, na každém boku vozidla se nacházela čtyři mohutná dvojitá pojezdová kola, hnací a napínací kolo. Pás byl široký 26 cm.
Dvoučlennou posádku tvořili řidič a velitel, nabíječ a střelec v jedné osobě. Velitel měl k dispozici veškerou organickou výzbroj tanku. Bojové stanoviště měl ve věži.
Prvních šedesát vozidel neslo pouze kanon typu B-3 (5K) ráže 37 mm, který byl umístěn v čelní stěně věže.